# العلاقات الأرمينية البليزية
العلاقات الأرمينية البليزية هي العلاقات الثنائية التي تجمع بين أرمينيا وبليز.

## مقارنة بين البلدين
هذه مقارنة عامة ومرجعية للدولتين:
| وجه المقارنة                                              | أرمينيا                    | بليز         |
| --------------------------------------------------------- | -------------------------- | ------------ |
| المساحة (كم2)                                             | 29.74 ألف                  | 22.97 ألف    |
| عدد السكان (نسمة)                                         | 2.93 مليون                 | 374.68 ألف   |
| الكثافة السكانية (ن./كم²)                                 | 98.52                      | 16.31        |
| العاصمة                                                   | يريفان                     | بلموبان      |
| اللغة الرسمية                                             | لغة أرمنية                 | لغة إنجليزية |
| العملة                                                    | درام أرميني                | دولار بليزي  |
| الناتج المحلي الإجمالي (بليون دولار)                      | 11.54 مليار                | 1.84 مليار   |
| الناتج المحلي الإجمالي (تعادل القوة الشرائية) بليون دولار | 25.41 مليار                | 3.05 مليار   |
| الناتج المحلي الإجمالي الاسمي للفرد دولار أمريكي          | 3.49 ألف                   | 4.88 ألف     |
| الناتج المحلي الإجمالي للفرد دولار أمريكي                 | 8.07 ألف                   | 8.42 ألف     |
| مؤشر التنمية البشرية                                      | 0.743                      | 0.715        |
| رمز المكالمات الدولي                                      | +374                       | +501         |
| رمز الإنترنت                                              | .am، .հայ ‏                 | .bz          |
| المنطقة الزمنية                                           | ت ع م+04:00، توقيت أرمينيا | 00           |

## منظمات دولية مشتركة
يشترك البلدان في عضوية مجموعة من المنظمات الدولية، منها:
| علم المنظمة | اسم المنظمة                        | تاريخ انضمام أرمينيا | تاريخ انضمام بليز |
| ----------- | ---------------------------------- | -------------------- | ----------------- |
|             | مؤسسة التنمية الدولية              | 25 أغسطس 1993        | 19 مارس 1982      |
|             | يونسكو                             | 9 يونيو 1992         | 10 مايو 1982      |
|             | وكالة ضمان الاستثمار متعدد الأطراف | 5 ديسمبر 1995        | 29 يونيو 1992     |
|             | الأمم المتحدة                      | 2 مارس 1992          | 25 سبتمبر 1981    |
|             | الفريق المعني برصد الأرض           | ?                    | ?                 |
|             | الاتحاد البريدي العالمي            | ?                    | ?                 |
|             | البنك الدولي للإنشاء والتعمير      | 16 سبتمبر 1992       | 19 مارس 1982      |
|             | الاتحاد الدولي للاتصالات           | 30 يونيو 1992        | 16 ديسمبر 1981    |
|             | منظمة حظر الأسلحة الكيميائية       | ?                    | ?                 |
|             | مؤسسة التمويل الدولية              | 18 أبريل 1995        | 19 مارس 1982      |
|             | منظمة التجارة العالمية             | 5 فبراير 2003        | ?                 |
|             | منظمة الشرطة الجنائية الدولية      | ?                    | ?                 |

## وصلات خارجية
- موقع وزارة الخارجية الأرمينية
- موقع وزارة الخارجية البليزية